# Uki Goshi

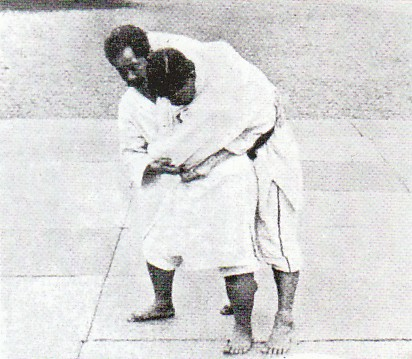
Uki-goshi ejecutado por Kanō Jigorō (izquierda) y Yamashita Yoshiaki (derecha).

Uki Goshi es una técnica de judo. Está clasificada como una técnica de koshi-waza.

## Ejecución
El atacante (tori) se sitúa frente al defensor (uke) y le desequilibra hacia adelante y a un lado, atrayendo el cuerpo de éste para hacer un contacto con la cadera. Después de esta atracción, que se ha llevado a cabo tras haber situado la mano derecha o izquierda en la cintura de uke, ejecuta un giro-torsión de su cuerpo, proyectándole hacia delante. 